# Bartelshagen II bei Barth
Bartelshagen II bei Barth è una frazione del comune di Saal nel Meclemburgo-Pomerania Anteriore, in Germania.
Il comune di Saal fa parte del circondario (Kreis) della Pomerania Anteriore Settentrionale ed è parte della comunità amministrativa (Amt) di Barth.
Bartelshagen II bei Barth fino al 1º gennaio 2014 era comune autonomo.